# Выставка-акция

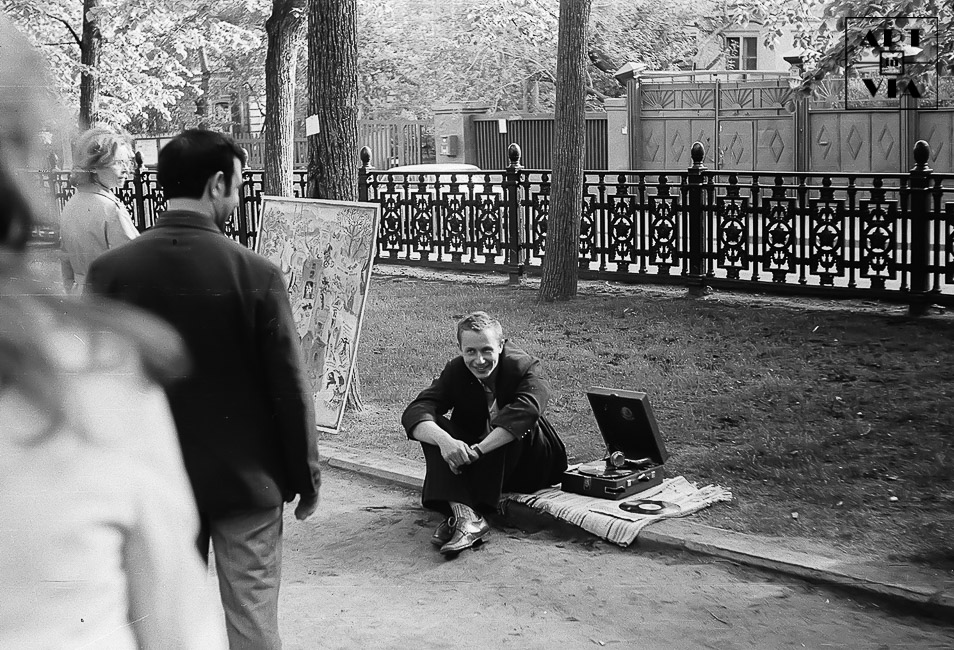
А. Попов. Выставка на Гоголевском бульваре. 25.08.1974 г.

«Выставка-акция» — состоялась 25 августа 1974 года в Москве на Гоголевском бульваре, положила начало новому типу уличных выставок, ставших неотъемлемой частью культуры 70-х годов. Развешанные между деревьями картины рассматривались прохожими, которые привлекались звуками патефона, и сидевшими на лавочках игроками в домино. Художник, разработавший жанр акции, художественного действа: Александр Попов.
Очевидным отличием тогдашнего начинания художника от вскорости последовавших за ним событий — «бульдозерной» и «измайловской» выставок — было то, что действовал он в одиночку, и скорее с авантюрной бесшабашностью, рисковой, но весёлой затеи, чем с ответственностью продуманной, запланированной и далеко нацеленной акции. Соответственно, здесь не было и круга единомышленников, объединённых этикой солидарности и «общего дела». В задачи акции не входило и привлечение к себе внимания «общественности» (ни своей, ни зарубежной), чтобы приобрести тогда уже почётный статус гонимого нонконформиста — «инакомыслящего». Все это, возможно актуальное для других, художника не волновало — скандал не виделся желанным.

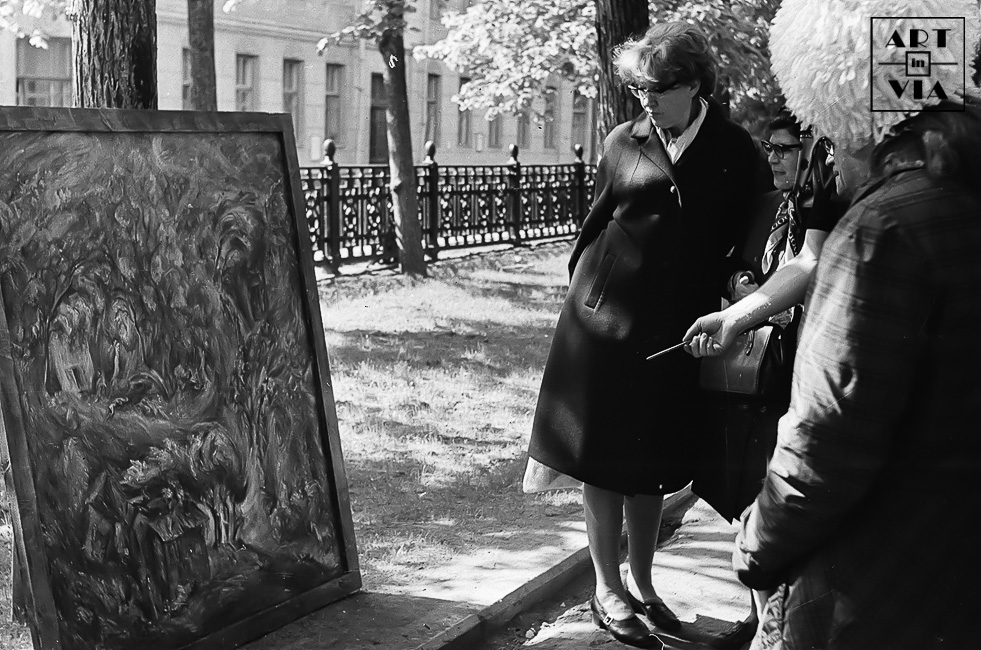
А. Попов. Выставка на Гоголевском бульваре. 25.08.1974 г.

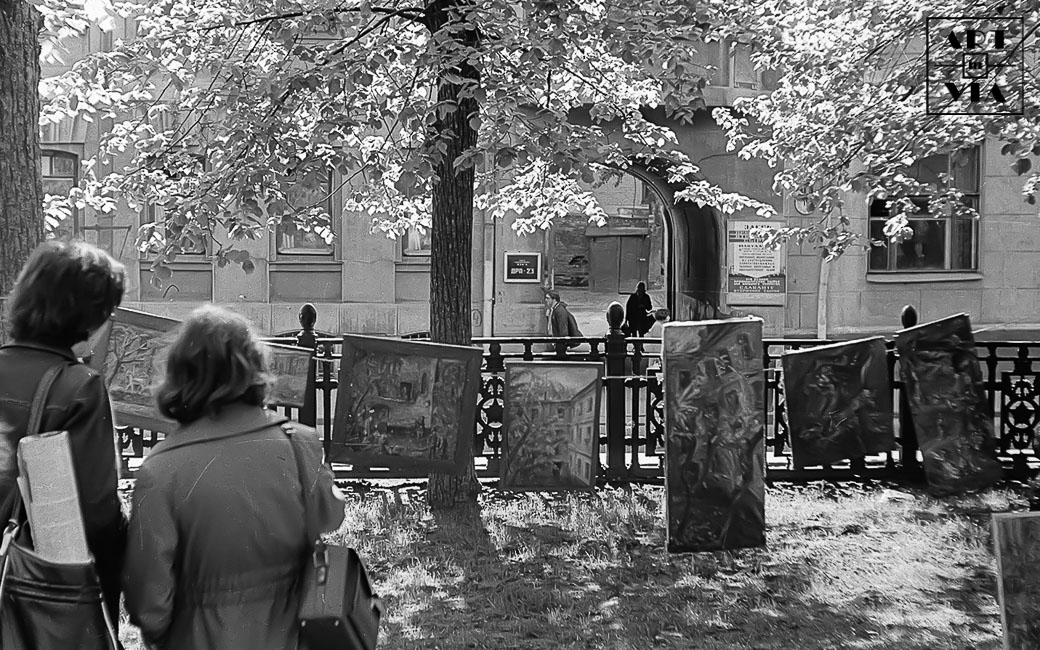
А. Попов. Выставка на Гоголевском бульваре. 25.08.1974 г.

Целью выставки на Гоголевском бульваре была естественная потребность художника ознакомить публику, выходящую за пределы круга друзей, со своим творчеством. Преобладало желание и дальше спокойно заниматься живописью в своё удовольствие, не влезая ни в политику, ни в иерархию «большого искусства», ни в официальном, ни в неофициальном его понимании. Это был артистический жест художника, стремившегося к переживанию приключения и игры в их самоценности, вроде бы без всяких особо высоких «идейных» мотивов, кроме, пожалуй, одного — уже созревшего чисто эстетического, режиссёрского подхода к реализации предпринятой «вылазки».
Для Попова-человека состоялся праздник, благополучность исхода которого была не гарантирована. Для Попова же — художника главное, что здесь точка отсчета будущих опытов «уличного искусства», новых опытов обживания с помощью живописи еще более необычных территорий за пределами привычных рамок холста и стен мастерской.
Интересно, что в данной акции художник, видимо, об этом даже не думая, спародировал или, точнее, по-своему переосмыслил и оживил ставшие к тому времени мертвыми догмами лозунги типа «искусство в народ» или «искусство в жизнь». Ведь он совсем без циничной иронии соц-арта и т.п., с задиристым максимализмом, живой непосредственностью и игровым азартом действительно радикально вывел искусство в жизнь, физически переместив весь свой тогдашний картинный багаж в «гущу народных масс», то есть в место традиционного воскресного гулянья москвичей, проявив при этом свой особый московский патриотизм. Может отсюда какое-то странновато булгаковское «подмигивание» Москвы — прошедшая в честь двадцатилетия «бульдозерной» выставки акция состоялась не в районе проведения первой (на пустыре в Беляево), что было бы вполне логично, а на том самом Гоголевском бульваре, где прошла в августе 1974 года выставка Александра Попова.